# Eugène Mannoni
Pour les articles homonymes, voir Mannoni.
Eugène Mannoni (né le 20 novembre 1921 à Bastia et mort le 11 janvier 1994 à Neuilly-sur-Seine) est un journaliste, grand reporter et écrivain français.

## Biographie
Né à Bastia, en Corse, en 1921, Eugène Mannoni a participé activement à la Résistance. À la sortie de la guerre de 1939-45 il devient journaliste au quotidien issu de la Résistance, Ce Soir, proche du Parti communiste français, que dirige Aragon. 
Membre du parti communiste, il fait l'objet, en 1950, en même temps que Marguerite Duras, Jorge Semprún, Dionys Mascolo, Robert Antelme... d'un procès "stalinien". Il quitte alors le PC. Il travaille ensuite à Combat dirigé par Albert Camus, puis, comme grand reporter, au quotidien Le Monde avec Hubert Beuve-Méry, à France-Soir avec Pierre Lazareff, puis au magazine Le Point dirigé par Claude Imbert. Il a également collaboré au magazine de télévision 5 colonnes à la une. Et il a été aux côtés de Jean-François Chauvel et de Steve Walsh le rédacteur en chef du magazine de France 3, Magazine 52. 
Eugène Mannoni est mort le 11 janvier 1994 à Neuilly-sur-Seine. Il a été inhumé à Bastia.
Grand reporter et correspondant de guerre il avait couvert de nombreux conflits : Algérie, Viêt Nam, Congo belge... et quelques révolutions ou manifestations plus ou moins pacifiques : Chili, Espagne, Portugal, Centre Afrique (Le couronnement de Bokassa 1er).

## Ouvrages
- Moi, général de Gaulle (Le Seuil, 1964 - Prix Aujourd'hui)
- L'Insulaire (de Fallois, 1991 - Prix du Mémorial d'Ajaccio)[2]
- Au vent des rêves (Stock, 1982)
- Les Fièvres d'Alger in collectif "Preuves" no 89 juillet 1958, avec Herbert Lüthy et Pierre Emmanuel